# Louis Adrian
Pour les articles homonymes, voir Adrian.
Auguste Louis Adrian, né à Metz le 29 août 1859 et mort à Paris 5e (Val-de-Grâce) le 8 août 1933, est un ingénieur polytechnicien et un intendant militaire français connu pour avoir fait produire le casque Adrian qui équipe les armées françaises dans le courant de la Première Guerre mondiale et au début de la Seconde. On lui doit aussi le « baraquement Adrian », un baraquement militaire démontable.

## Biographie
Louis Auguste Adrian avait dû quitter Metz, dans une charrette de ses parents, lors de l’annexion allemande, en 1871. Lauréat du concours général, il est admis à l’École polytechnique ; Après son passage à l'École d'application de l'artillerie et du génie, officier, il choisit le Génie.
En 1885, il rejoint la chefferie de Cherbourg, et travaille à Saumur, Rennes, Saint-Malo, et à Granville face au Mont-Saint-Michel. À Saint-Malo, de 1891 à 1895, il dirige les aménagements défensifs de l'île Cézembre, en face de la cité malouine.
De mars à décembre 1895, il prend part à l'expédition de Madagascar.
En 1907, devenu sous-directeur de l’intendance au ministère de la Guerre, Louis Adrian traque les fraudes et les corruptions, ce qui lui vaut des ennemis sûrs, chez les militaires, comme chez les civils. Il s’en lasse, obtient de partir en retraite en mai 1913, mais la guerre arrive et il demande à être réintégré. Chargé des questions d’habillement, il s’illustre aussitôt à Lille en sauvant 4 000 tonnes de drap au nez et à la barbe des Allemands. Il prend l’initiative, fournit aux soldats des chapes en peau de mouton pour l’hiver, des bottes de tranchées. 

### Baraquement Adrian

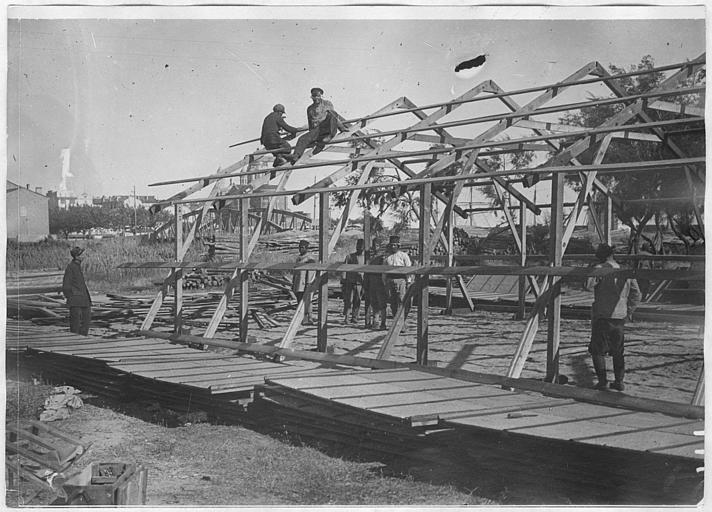
Une baraque Adrian en construction à Saint-Raphaël par des auxiliaires malgaches.

En août 1915, les tentes venant à manquer, il propose des baraquements démontables, qu’on utilisera jusqu’en Afrique, à Salonique et à Corfou.
Il s'agit de préfabriqués en bois, multi-usages très utilisés durant la Première Guerre mondiale comme casernements, bureaux, magasins, hangars, ateliers, salles d’opération, salles de réception... Ils ont largement survécu à la guerre et certains servaient encore dans les années 1970 de logement, soit tels quels, soit recouverts de parement. Les avantages étaient multiples : économique car la baraque  coûtait le même prix qu’une tente de volume équivalent ; faciles à monter avec de la main-d'œuvre non qualifiée ; démontables, modulables et réutilisables. Enfin c’était une structure très stable du fait de ses appuis excentrés  Le modèle de base avait une longueur de 12 m, mais il était possible d’y accoler un second. Les baraques étaient initialement sans gouttière et recouvertes de toile goudronnée. Pour un usage civil, des tôles ondulées et des gouttières seront ajoutées.

### Casque Adrian

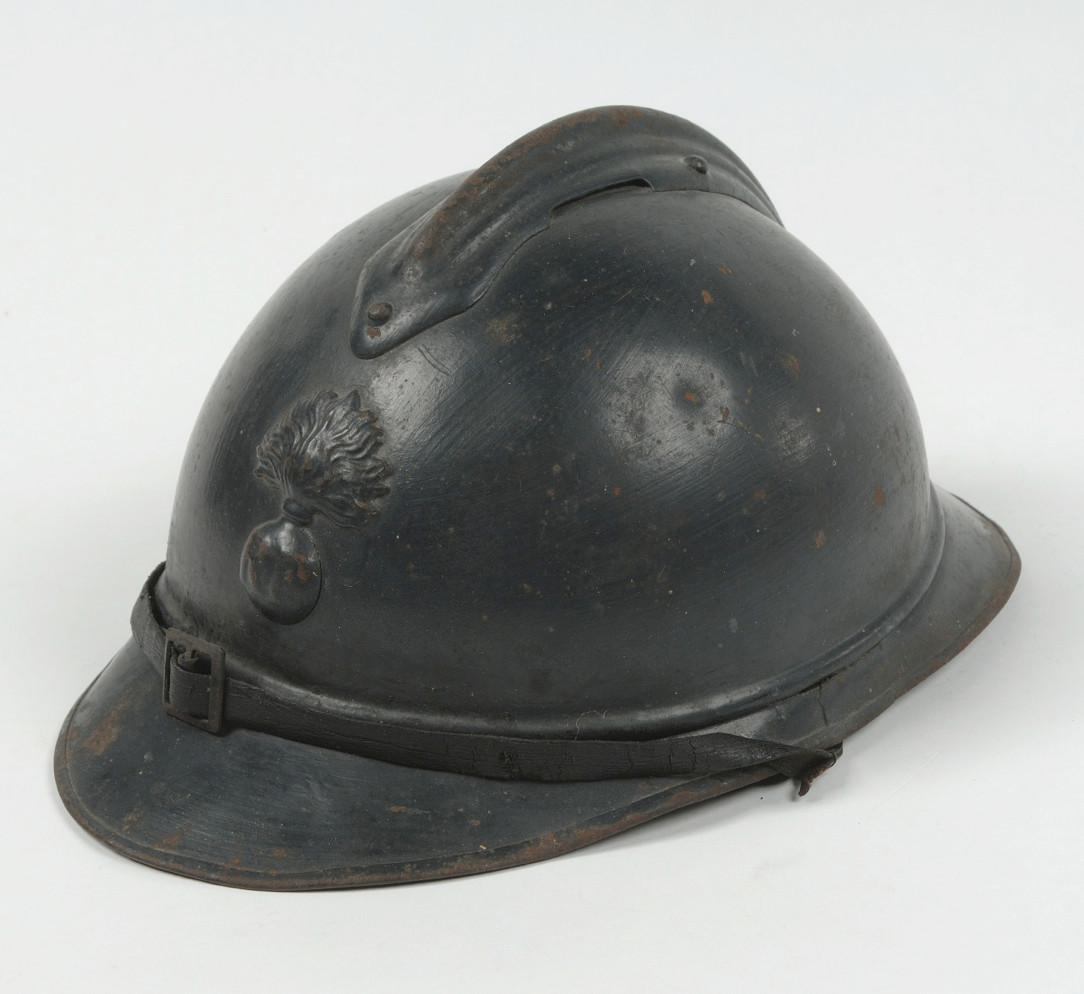
Un casque Adrian modèle 1915.

C’est durant l’hiver 1914 qu’il s’attaque au problème le plus grave. 77 % des blessés parmi les poilus le sont à la tête, et plus de 80 % de ces blessures sont mortelles. En décembre, Adrian propose un type de cervelière se plaçant sous le képi, puis un casque de tôle d’acier très léger, pesant seulement 700 grammes. Pas cher, et de fabrication simple, 7 millions de casques sont fabriqués dans l’année. Les Belges, les Italiens, les Serbes, les Roumains, et les Russes vont l’adopter. L’effet est spectaculaire : en 1916 on ne compte plus que 22 % de blessures à la tête, et la moitié ne sont pas mortelles. Adrian a sauvé des centaines de milliers d’hommes.

### Autres réalisations
Malgré l’acharnement de ses détracteurs, il continue ses recherches, mettant au point des cuirasses, des lunettes pare-éclats, des tourelles blindées pour aviateurs, étudiant même le recours à l’énergie solaire. Clemenceau fait appel à lui pour localiser par triangulation, à partir des impacts des obus allemands tombés sur Paris et dans la forêt de Compiègne, les « canons de Paris » (Pariser Kanonen ou Wilhelmgeschutze en allemand, des canons à longue portée de calibre 210 mm) qui bombardent la capitale à partir du 23 mars 1918. Triomphant, mais usé, il se retire en 1920. 

### Distinctions[6]
- Grand officier de la Légion d'honneur (le 16 juin 1920), Commandeur en 1915, Officier en 1912 et Chevalier en 1896.
- Médaille commémorative de Madagascar
- Commandeur de ordre de l'Étoile d'Anjouan

Louis Adrian meurt à l'hôpital du Val-de-Grâce le 8 août 1933. Sa tombe, à Genêts, dans la Manche, est unique : elle est coiffée d’un casque Adrian de granit.

## Sources et bibliographie
- Album de la guerre 1914-1918, l’illustration Paris 13 rue Saint-Georges année 1927.
- Pierre Brasme, Ces Lorrains qui ont fait l'Histoire. Le Papillon Rouge Éditeur, avril 2017.  (ISBN 978-2-917875-84-1), p. 13-17